# Bruce John Robertson
Bruce John Robertson (Hastings, Nueva Zelanda; 9 de abril de 1952 – 12 de mayo de 2023) fue un jugador de rugby neozelandés que jugó en la posición de centro.

## Carrera

### Club
Jugó toda su carrera con el Counties Manukau Rugby Football Union de 1971 a 1982, conocido como uno de los mejores centros de la historia de Nueva Zelanda y con el que disputó 135 partidos.

### Selección nacional
Jugó para Nueva Zelanda en 34 partidos oficiales de 1972 a 1981, donde enfrentó a los springboks durante el periodo del apartheid, aunque no formó parte del Tour de 1976 ni en 1981 debido a que admitió aborrecer el apartheid.